# Pierre Vial (explorateur)
Pour les articles homonymes, voir Pierre Vial (homonymie).
Pierre Vial, dit Manitou, né en 1740 à Lyon et mort en octobre 1814 à Santa Fe (Nouveau-Mexique), est un explorateur français qui vécut parmi les Comanches et les Wichitas à l'époque de la Louisiane française et de la Louisiane espagnole.

## Contexte
En 1763, le traité de Paris donne le Canada et la partie orientale de la Louisiane française aux Anglais et la Louisiane française (située à l'Ouest du Mississippi) aux Espagnols. Le pouvoir colonial espagnol envoie de petites garnisons en Louisiane, notamment à la Nouvelle-Orléans et à Saint-Louis sur le Missouri, devenu la capitale de la Haute-Louisiane. Afin d'assurer sa domination sur une population essentiellement française et canadienne-française, les autorités espagnoles s'appuyèrent sur la collaboration des édiles français pour gouverner. Les gouverneurs nommés par l'Espagne furent en partie d'origine franco-louisianaise et afin de contenir les poussées expansionnistes anglaises, les autorités espagnoles favorisèrent l'exploration de l'immense territoire louisianais par des explorateurs français, et canadiens, tels que Jean-Baptiste Truteau de Saint-Louis sur le Missouri et de Pierre Vial.

## Biographie

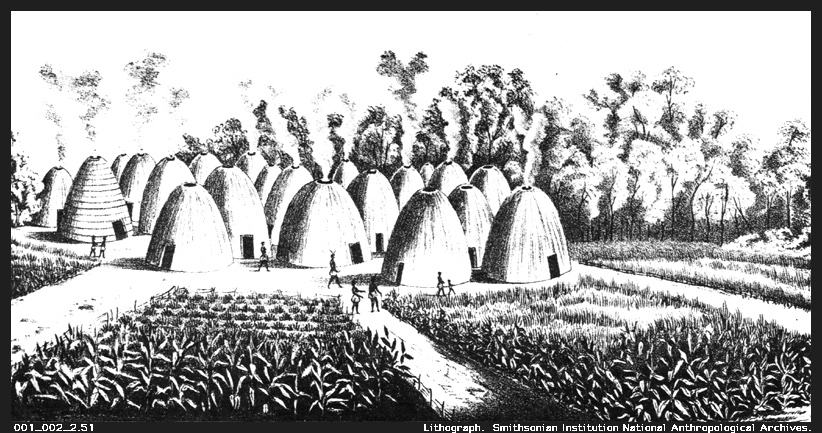
Village amérindien Wichitas.

Pierre Vial parcourut les Grandes Plaines et vécut chez les Comanches et les Wichitas. 
En 1779, il vivait parmi les Natchitoches dans la région de la rivière Rouge, quand il fut sollicité par les autorités espagnoles pour explorer cet immense territoire louisianais. Il aida plusieurs expéditions espagnoles notamment dans le but d'arrêter l'expédition Lewis et Clark.
À l'automne 1784, Vial arriva à San Antonio, la capitale du Texas espagnol avec une délégation de deux autres Français et de quatre chefs Amérindiens pour proposer d'établir des relations entre les Wichitas et les Espagnols. Après un accord de bon voisinage et de paix avec les Wichitas, les autorités espagnoles persuadèrent Pierre Vial d'accomplir une mission de paix avec les Comanches qui ont régulièrement menés des raids contre la colonie espagnole du Texas. Pierre Vial convainquit plusieurs chefs Comanches à se rendre à San Antonio pour négocier la paix et celle-ci fut signée entre les Comanches et les Espagnols et fut respectée pendant près de 35 ans.
En 1792, il rallia San Antonio à Saint-Louis en longeant la rivière Pecos. Il découvrit la piste de Santa Fe dans la région de la rivière Arkansas.
Après la vente de la Louisiane, Pierre Vial rencontra Meriwether Lewis qui l'autorisa à chasser sur la rivière Missouri. Par la suite, vieillissant, il travailla, dans le Nouveau-Mexique, comme interprète pour les autorités espagnoles. Il mourut à Santa Fé en octobre 1814.